# Flavobacterium columnare
Flavobacterium columnare (F. columnare) är en gramnegativ bakterie som kan orsaka sjukdomen columnaris hos sötvattenslevande fisk. Vanliga symptom är hudsår, fenröta och nekros på gälarna.
F. columnare tillhör familjen Flavobacteriaceae och beskrevs första gången redan 1922 av H. S. Davis som upptäckte bakterien på infekterade fiskar från Mississippifloden.
Bakterien förekommer i sötvatten över hela världen och kan infektera vild, odlad eller akvariefisk. Större sjukdomsutbrott med hög mortalitet sker under de varmaste sommarmånaderna och drabbar främst fiskodlingar.

## Morfologi och ekologi

### Morfologi
F. columnare är en gramnegativ, filamentös och stavformad bakterie som huvudsakligen bildar gula rhizoid-liknande kolonier. Trots att bakterien saknar flageller kan den utföra glidande rörelser på vått underlag, troligtvis beroende på kolonins rhizoida form. Kolonierna kan även förändra sin morfologi till en hård eller en mjuk icke-rhizoid form. De olika morfologierna har varierande virulens och förmågan att ändra form kan vara ett sätt för bakterien att anpassa sig mellan olika livsmiljöer, såsom frilevande saprofyt eller infektiös patogen. Virulensen är specifik för olika bakteriestammar och beror troligen på små variationer i ett fåtal gener. Virulensen har kopplats till aktiviteten av enzymet chondroitin AC lyas som bryter ned bindväv hos värden eftersom högvirulenta stammar utsöndrar mer av enzymet. Virulensen varierar lika mycket inom närbesläktade grupper som mellan mer avlägset besläktade grupper.

### Ekologi
Omfattande columnarisutbrott sker främst under de perioder på året när vattentemperaturen är som varmast. F.columnare har en tillväxt som är positivt korrelerad med vattentemperaturen och experimentella studier har visat på en ökad mortalitet hos smittade laxfiskar vid höga temperaturer. Ännu opublicerade studier pekar på att förmågan hos F.columnare att bryta ned värdens vävnad påskyndas med ökad temperatur, vilket ökar bakteriens virulens. En ytterligare faktor som kan påverka graden av utbrott under högsommaren är att fiskar anpassade till kallt vatten (ex. laxfiskar) får sänkt immunförsvar på grund av den fysiologiska stress som kommer med höga vattentemperaturer.
F.columnare är känslig mot både höga salthalter och lågt pH. En experimentell studie visade att bakteriens tillväxt stoppades redan vid saltkoncentrationer över 0,1% och ett pH under 6.2. Det förekommer variation mellan olika bakterieisolat både vad gäller känslighet för höga saltkoncentrationer och lågt pH.
Bakterien kan överleva utan värd i både sterilt sjövatten och i destillerat vatten i över 2 år. När en fisk infekterats av F.columnare förekommer det ansamlingar av bakterieceller på fiskens kropp och gälar, dessa ytor är täckta av slem och det har visats att fiskens slem påverkar både gen-uttryck och ökad tillväxt hos bakterien.

## Bakteriens roll i fiskodlingar
Det har rapporterats att bakterien infekterar minst 36 fiskarter, några av de som kan drabbas är guldfisk (Carassius auratus), karp (Cyprinus carpio) och den europeiska ålen (Anguilla anguilla). Främst uppmärksammas F. columnare då högvirulenta stammar drabbar fiskodlingar. Obehandlade utbrott kan innebära en mortalitet på minst 95%. Utbrott av columnaris innebär betydande ekonomiska problem för industriell odling av fisk världen över. Exempelvis är den en av de två mest kostsamma patogenerna i odlingar av prickig dvärgmal (Ictalurus punctatus) i USA. I Skandinavien och Finland är utbrott av sjukdomen ett stort hot mot fiskodlingar av atlantlax (Salmo salar), öring (Salmo trutta) och regnbåge (Oncorhynchus mykiss). Det är ännu oklart hur odlingarna infekteras men det har föreslagits att bakterien kommer till odlingen med vattenflödet och därmed härstammar från vattnet uppströms odlingen. Bakteriestammar isolerade från utbrott i odlingar har visats vara mer virulenta än bakteriestammar isolerade från omgivande vattendrag. Det finns flera faktorer som indikerar att F. columnare utvecklar högre virulens i den speciella miljö fiskodlingar erbjuder, vilket kan vara en av förklaringarna till de stora utbrott som rapporteras.
Ett urval av de faktorer som kan påverka graden av columnaris-utbrott i fiskodlingar:
1. I fiskodlingar är ofta den genetiska variationen hos fiskarna mindre än i naturliga populationer, vilket ger bakterien en möjlighet att anpassa sig efter specifika genotyper hos värden.[13]
2. Fisken odlas ofta i höga densiteter vilket ökar möjligheten för bakterien att sprida sig mellan värdar. Dessutom kan tätheten och miljön i odlingen orsaka stress hos fisken vilket kan påverka dess mottaglighet för smitta.[2]
3. Förflyttning av kontaminerad utrustning inom och mellan odlingsområden kan bidra med att sprida bakterien.[2]
4. F.columnare har en ökad spridningsförmåga när den sprider sig från en död till en levande värd, jämfört med spridning mellan två levande värdar. I fiskodlingar där fisken lever mycket tätt kan det därmed innebära en fördel att vara högvirulent så att värden dör, då det är troligt att övriga fiskar kommer i kontakt med bakterierna från den döda fisken. I naturliga vattendrag är det däremot mindre chans att bakterier från en död fisk kommer i kontakt med oinfekterad fisk och därmed borde fördelen att döda värden inte vara lika stor.[2]
5. De antibiotika som vanligtvis ges i fiskodlingar vid sjukdomsutbrott är endast effektiv om fisken äter den tillsammans med sin föda. Bakterier som hinner döda eller skada värden så pass mycket att den inte kan äta undkommer därmed antibiotikan och har en konkurrensfördel.[2]

## Diagnostik, förebyggande åtgärder och behandling

### Diagnostik
Vanligtvis identifieras F.columnare genom att bakterien isoleras från infekterad vävnad eller kroppsytor på smittad fisk, men den kan även isoleras genom vattenprover vilket möjliggör upptäckt av det frilevande stadiet. Bakterien kan bestämmas till art genom cellodling på näringsfattigt medium och mikroskopi; eller till art och stam genom genetisk diagnostik. Bakterien kan även identifieras genom serologiska metoder så som ELISA eller användandet av fluorescerande antikroppar.

### Förebyggande åtgärder
Det finns flera metoder i skötseln av en fiskodling som kan minimera risken för allvarliga utbrott av columnaris. Höga nivåer av nitrit och organiskt material ökar spridningsförmågan hos F.columnare genom att öka förmågan för bakterien att fästa till gälarna på värdfisken. Det kan därför verka preventivt att hålla dessa nivåer nere. Om densiteterna av fisk i odlingen reduceras under varma perioder kan mortaliteten minskas, både genom att spridningshastigheten blir långsammare och genom att mängden organiskt material minskar. Vattensamlingar utan fisk kan desinfekteras med hjälp av ozon, salt eller syror. I odlingar av fisk som tål höga salthalter kan salt tillsättas i vattnet under odlingstiden för att minska mortaliteten. Vaccinering av fisk förekommer och nya effektiva och kommersiellt gångbara vaccin är under utveckling.

### Behandling
Utbrott av columnaris behandlas vanligen med antibakteriella medel, vilket är den mest effektiva metoden i dagsläget. Antibiotika kan administreras genom badning av fisk, men det fungerar endast i ett tidigt infektionsstadium då infektionen är ytlig. Vid mer långtgående infektioner krävs antibiotika som intas tillsammans med fiskens föda. Användandet av antibiotika är inte oproblematiskt eftersom det kan ge allergiska besvär för de som arbetar i odlingen, antibiotikaresistens kan också utvecklas, en egenskap som potentiellt kan sprida sig till humanpatogena bakterier. Infekterad fisk kan badas i kemiska ämnen som verkar bakteriedödande, bland annat har det visat sig framgångsrikt att använda bensalkoniumklorid, kloramin-T, väteperoxid, kaliumpermanganat och kopparsulfat. Dock bör det noteras att kemikalierna kan vara skadliga för både fisken och människor som kommer i kontakt med dem. Trots att F.columnare visat sig vara mycket känslig mot höga saltkoncentrationer och lågt pH så har badning av infekterad fisk i sådana lösningar visat sig vara ineffektiv. En förklaring till detta är att bakterien befinner sig under fiskens buffrande och osmotiskt skyddande slemlager och därmed undkommer behandlingen.

## Historia
När bakterien för första gången beskrevs av H.S. Davis år 1922 föreslog han namnet Bacillus columnaris. Han motiverade valet av artepitetet columnaris utefter hur den lättast kändes igen under användandet av ljusmikroskop. Efter att en liten bit infekterad vävnad eller fjäll skrapats bort och placerats i en droppe vatten på ett objektsglas och satts under tryck av ett täckglas så organiserar sig nämligen samlingar av bakterien på kanterna av den infekterade vävnaden på ett sätt som ser ut som pelare (eng. column). Från det att arten först identifierades och tills den fick sitt nuvarande vetenskapliga namn Flavobacterium columnare så har bakterien klassificerats som Chondrococcus columnare, Cytophaga columnare och Flexibacter columnare.